# 프레드릭 스탠리 머드
중장 프레드릭 스탠리 머드 경(Frederick Stanley Maude, 1864년 6월 24일-1917년 11월 18일)은 영국의 군인으로, 제1차 세계 대전에서 메소포타미아에서의 군사 활동으로 유명하며, 1917년에는 바그다드를 정복했다.

## 가족
머드는 지브롤터에서 태어났으며, 그의 아버지는 프레드릭 프랜시스 머드였다.

## 교육
머드는 에튼 칼리지에 입학했으며, 나중에는 왕립 군사 대학으로 진학 1883년에 졸업, 1884년 2월에 영국 보병부대인 콜드스트림 가즈에 합류했다.

## 1차 세계 대전

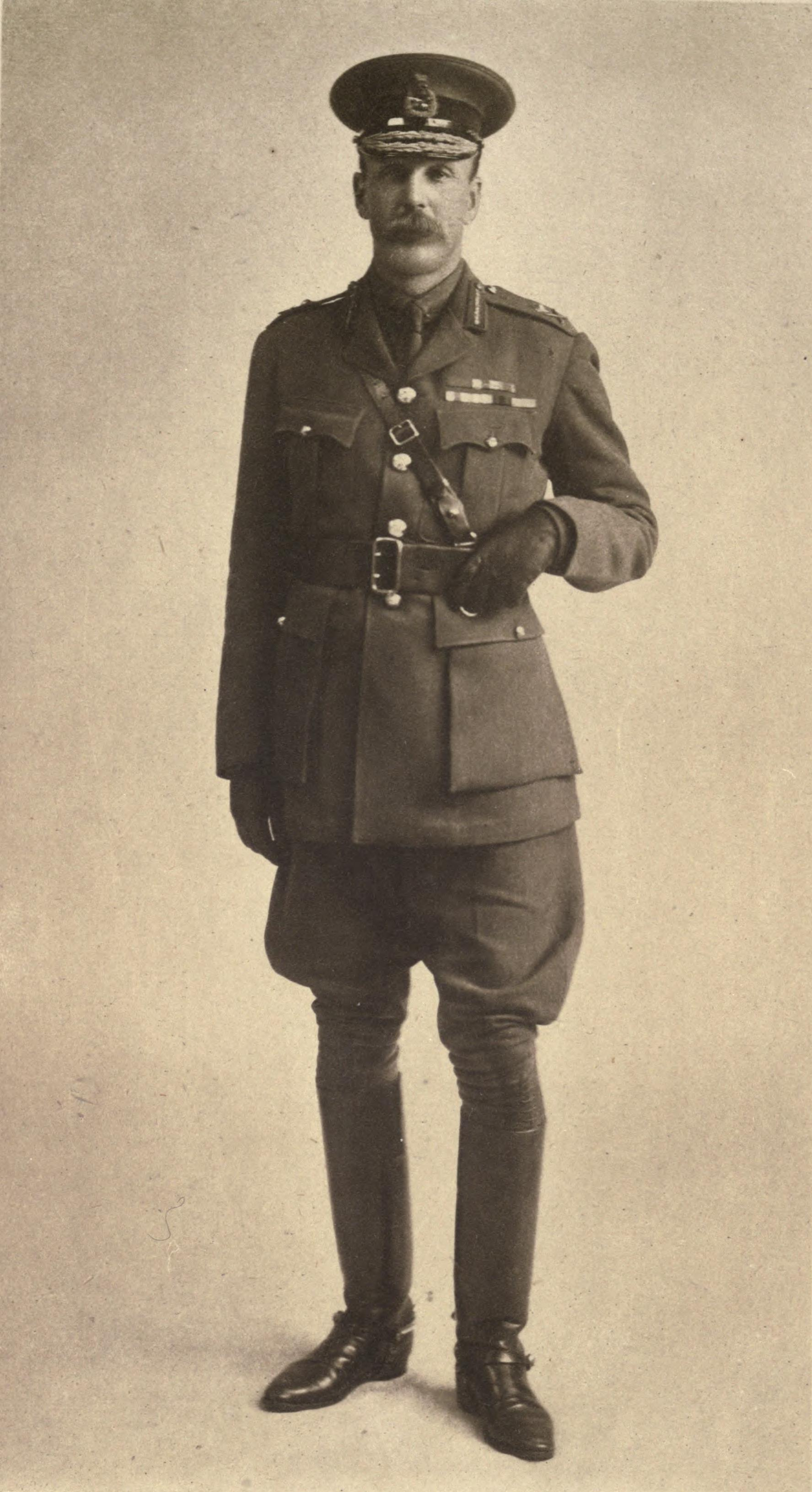
1917년 중장 스탠리 머드 경

## 서부전선
1차 세계 대전중 머드는 처음에는 프랑스에서 복무했다. 그는 3 군단에서 참모장교였으나, 1914년 10월, 그는 육군 준장으로 진급했고, 14 여단을 맡았다. 그는 1915년 4월 부상, 회복을 위하여 집으로 돌아왔다. 그는 5월 프랑스로 복귀했고, 6월에는 육군 소장으로 진급, 33사단으로 배치되었고, 훈련을 계속하였다.